# Live! (Bunny Wailer)
Live! è un album live di Bunny Wailer, pubblicato dalla Solomonic Records nel 1983.Il disco fu registrato dal vivo il 25 dicembre 1983 al Youth Consciousness Reggae Festival, National Stadium di Kingston, Jamaica.

## Tracce
Lato A
1. Blackheart Man (Bunny Wailer)
2. Armagedon (Bunny Wailer)
3. Crucial (Bunny Wailer)

Lato B
1. Dance Rock (Bunny Wailer)
2. Rock 'n' Groove (Bunny Wailer)
3. Ballroom Floor (Bunny Wailer)
4. Toughest (Peter Tosh)

## Musicisti
- Bunny Wailer - voce
- Bo Peep (Bo-Peep Bowen) - chitarra
- Dougie Bryan - chitarra
- Eric Lamont - chitarra
- Dwight Pickney - chitarra
- Tarzan (Erroll Tarzan Nelson) - tastiere
- Steely (Wycliffe Steely Johnson) - tastiere
- Bubbler (Franklyn Bubbler Waul) - tastiere
- Dean Fraser - strumenti a fiato
- Nambo Robinson - strumenti a fiato
- Junior Chin (Chico Hamilton) - strumenti a fiato
- Gibby (Leebert Gibby Morrison) - basso
- Robbie Shakespeare - basso
- Errol Flabba Holt - basso
- Sly Dunbar - batteria
- Lincoln Style Scott - batteria
- Harry T. Powell - repeater
- Uziah Sticky Thompson - percussioni